# Haslett
Haslett è un census-designated place (CDP) della contea di Ingham, Michigan, Stati Uniti. La popolazione era di 19.220 abitanti al censimento del 2010.
La città di Haslet, nel Texas, prende il nome da Haslett (si noti che la comunità del Texas è scritta con una "t"). La città texana di Haslet ha ricevuto il nome da un ferroviere che si è trasferito in Texas dal Michigan alla fine degli anni 1800.

## Geografia fisica
Secondo lo United States Census Bureau, ha un'area totale di 16,3 mi² (42,22 km²).

## Società

### Evoluzione demografica
Secondo il censimento del 2010, la popolazione era di 19.220 abitanti.

### Etnie e minoranze straniere
Secondo il censimento del 2010, la composizione etnica del CDP era formata dall'84,7% di bianchi, il 4,4% di afroamericani, lo 0,4% di nativi americani, il 6,5% di asiatici, lo 0,0% di oceanici, lo 0,9% di altre razze, e il 3,0% di due o più etnie. Ispanici o latinos di qualunque razza erano il 4,3% della popolazione.